# Comunicazione visiva

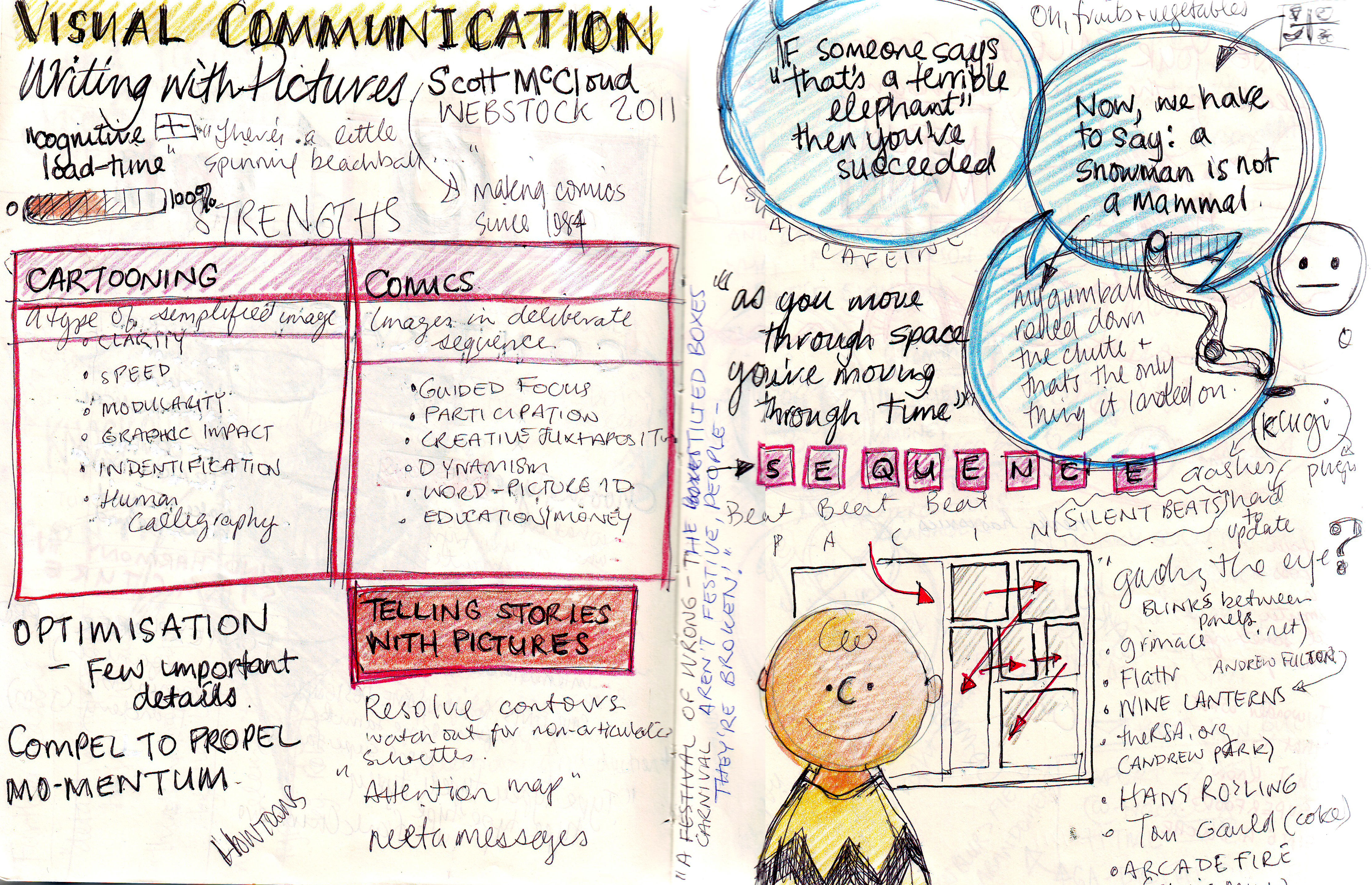
Immagine che mostra il processo di comunicazione visiva

La comunicazione visiva è la trasmissione di un messaggio tramite un'immagine (e perciò è chiamata a volte comunicazione iconica, dal greco eikon, "immagine"), che rappresenta in maniera metaforica la realtà. La comunicazione per immagini permette di raggiungere il massimo effetto comunicativo nel più breve tempo possibile, grazie al suo forte potere di richiamo, alla sua spesso immediata comprensibilità e alla facilità di memorizzazione. Può avvenire attraverso diversi strumenti quali la fotografia, la grafica, la pittura, la scrittura e i video.

## Gli elementi della sintassi visiva
L'approccio semiotico (anzi, più propriamente iconologico) permette di occuparsi di segni: elementi che significano qualcos'altro rispetto al fenomeno stesso. Come per tutti i tipi di comunicazione, anche per la comunicazione visiva si considerano l'emittente, il ricevente, il canale, il codice, il messaggio e il contesto, come teorizzato dal linguista Roman Jakobson. Lo studioso si interessa anche degli aspetti funzionali della comunicazione, individuando sei funzioni del linguaggio, valevoli anche per la comunicazione visiva.
Si può distinguere in:
- casuale, cioè la trasmissione di un'immagine che può essere liberamente interpretata dal ricevente;
- intenzionale, cioè la trasmissione volontaria di un'informazione tramite un'immagine e un codice per un determinato obiettivo.

Perché la comunicazione si possa svolgere, si deve peraltro stabilire, attraverso il messaggio, un contatto, una connessione sia fisica che psicologica tra mittente e destinatario. La comunicazione intenzionale può a sua volta essere classificata per tipo di informazione trasmessa:
- Informazione pratica, di tipo oggettivo e accettata comunemente, che il ricevente interpreta usando un codice appreso e diffuso (come una piantina di un edificio, i segnali stradali, ecc.)
- Informazione estetica, di tipo soggettivo, essendo l'estetica un fattore assolutamente soggettivo, il messaggio potrà essere interpretato in maniera differente dai diversi riceventi.

Tuttavia, anche nel caso di una comunicazione intenzionale che si avvale di un codice condiviso, potrebbero esserci dei filtri che alterano la percezione del messaggio contenuto nell'immagine, limitando la sua efficacia o falsando ed ostacolando la comunicazione. Gli ostacoli potrebbero essere:
- sensoriali: dovuti a disturbi nei sensi del ricevente (es. non distingue i colori, o è sordo, pertanto la sua comunicazione è tutta visiva, attraverso la lingua dei segni)
- operativi: dovuti alle caratteristiche del ricevente (es. è un bambino)
- culturali: legati alla cultura e all'immaginario visivo del ricevente (es. è giapponese).

Nella comunicazione visiva si consideri la presenza di almeno due soggetti interessati all'attività. L'emittente, infatti, propone un'opera che contiene un messaggio che assume diverse caratteristiche; il ricevente potrà comprendere in maniera più o meno completa il significato del messaggio proposto dall'emittente. Il significato potrà assumere diverse caratteristiche in base al fine con cui sono state presentate le immagini. Le immagini, così come le parole, possono svolgere le seguenti funzioni, che talvolta possono anche coesistere. Tali funzioni sono state introdotte per la prima volta da Roman Jakobson, riferendosi al linguaggio ma riconducibili anche ad altre forme di comunicazione, e sono:
- Informativa o referenziale: focus sul contesto, l'immagine è diretta a fornire informazioni su di esso
- Espressiva o emotiva: focus sul mittente, l'immagine esprime emozioni al destinatario
- Estetica: focus sulle proprietà estetiche del messaggio, l'immagine arricchisce visivamente il messaggio
- Conativa: focus sul destinatario, l'immagine contiene un'esortazione di qualche tipo
- Metalinguistica: focus sul codice usato per la comunicazione, l'immagine mira a spiegare il codice stesso usato per la comunicazione
- Fatica: focus sul canale, l'immagine mira a rafforzare il contatto tra emittente e destinatario

La lettura di un testo grafico, tuttavia, presenta delle particolarità che è necessario approfondire. Rudolf Arnheim (1904-2007) ne suggerisce molte spiegando le sue ricerche. Parla, per esempio, della capacità umana di analizzare un'immagine utilizzando le medesime regole adottate dalle leggi fisiche come il:
- Peso: ogni immagine è costituita da una o più oggetti e/o figure che nel loro insieme realizzano uno stato di equilibrio secondo le modalità culturali comunemente adottate. Ciò significa che utilizzando forme e colori specifici, l'immagine finale deve risultare bilanciata. Gli esempi pratico-visivi aiutano nella comprensione del concetto appena espresso; se consideriamo un'opera pittorica, oppure una fotografia ci rendiamo conto dell'importanza di questo aspetto se confrontiamo un'immagine con la sua forma speculare come nell'esempio:

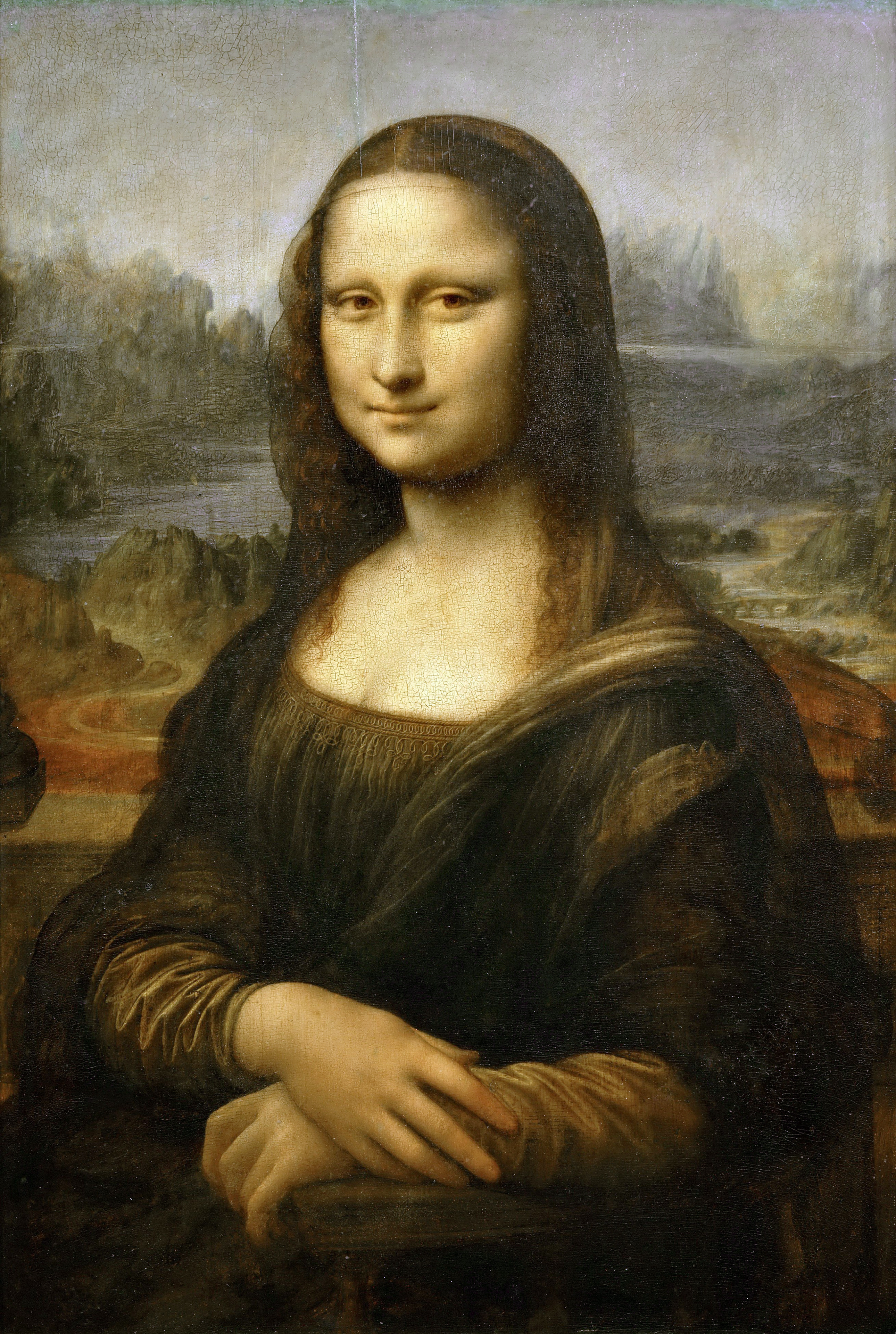
la gioconda: originale

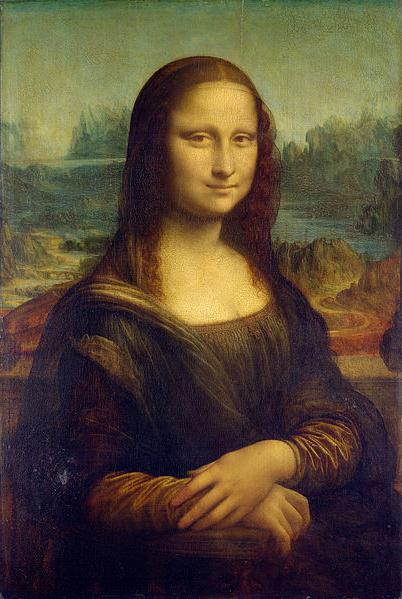
la gioconda: immagine speculare

L'immagine speculare sembra sbilanciata verso sinistra.
La direzione, infatti, che l'occhio umano segue nella lettura delle immagini, nella cultura occidentale, ha un orientamento che va da sinistra a destra come nella lettura di un normale testo scritto; ciò significa che nella realizzazione di un'opera, l'artista disporrà personaggi ed oggetti in modo tale da realizzare un equilibrio complessivo finale capace di rappresentare una realtà considerando contemporaneamente i concetti di spazio e tempo.
Altro aspetto da considerare nel peso e nell'equilibrio dell'immagine è l'uso di colori che abbiano caratteristiche precise in base al loro impatto visivo. Poiché si sta parlando di comunicazione, in particolare in ambito pittorico, è opportuno soffermarsi sui significati che alcuni colori assumono nelle diverse culture. Si può dimostrare in modo empirico, attraverso immagini come quella proposta, che il rosso emerge in maniera più precisa se confrontato con altri colori, pur considerando l'aspetto dimensionale sfavorevole:
- il rosso cattura più rapidamente l'attenzione

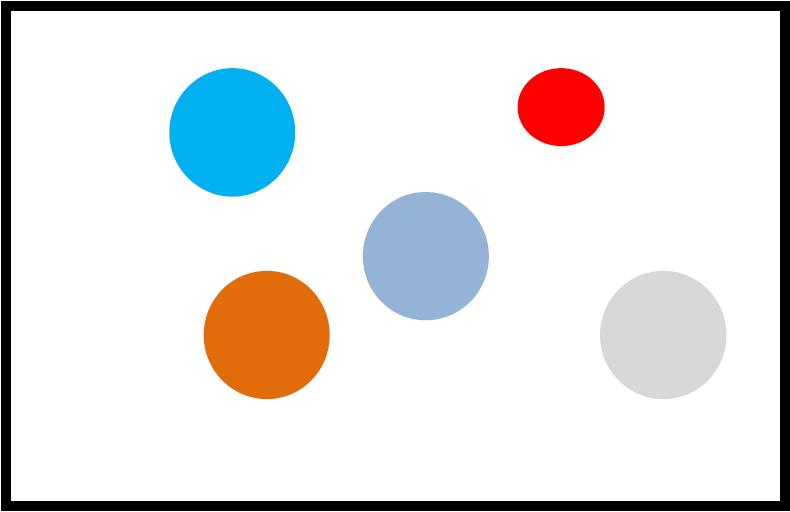
colori

- i colori chiari emergono più di quelli scuri, il cerchio bianco su fondo nero è più appariscente del suo contrario:bianco & nero

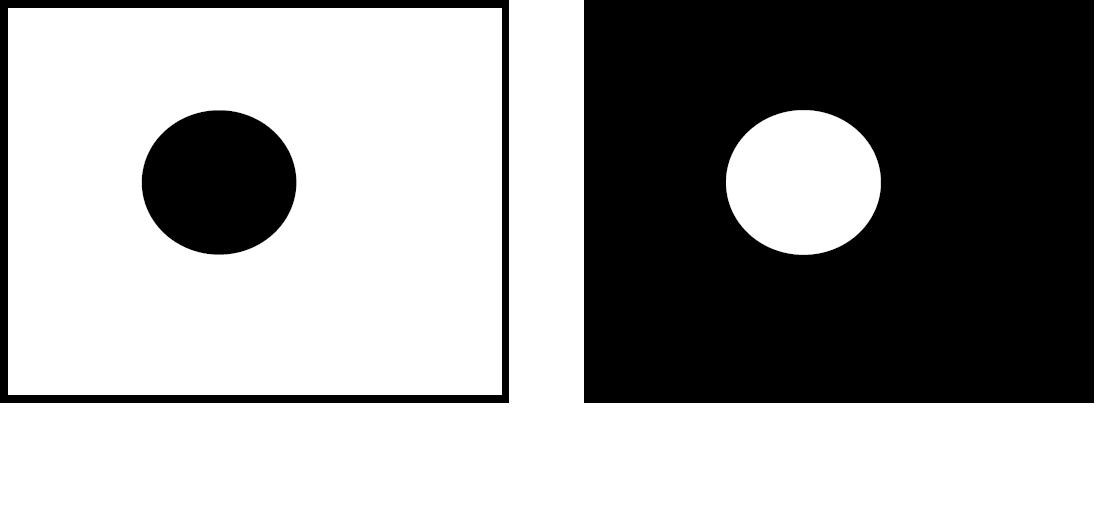
bianco & nero

La percezione visiva asseconda maggiormente l'aspetto fenomenico rispetto a quello fisico; l'occhio umano è facilmente preda di illusioni ottiche, in particolare con le immagini in movimento, ma non solo; anche per le immagini statiche possiamo osservare fenomeni stravaganti come nel triangolo di Kanizsa che visivamente si distingue (aspetto fenomenico) ma che, nella realtà, non è presente (aspetto fisico):

triangolo di Kanizsa

- Equilibrio. Si raggiunge considerando aspetti reali che normalmente sono alla nostra portata ma che per abitudine non si esaminano. Se chiediamo ad un bambino di disegnare una montagna, quasi certamente il risultato sarà dato da una figura di forma piramidale. Normalmente si è abituati a considerare “normale” che la parte più consistente di un oggetto sia collocata in basso e l'esempio della figura seguente ne dà dimostrazione:

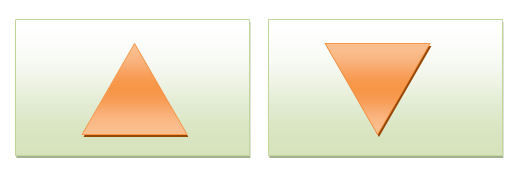
equilibrio

La figura di sinistra ha un aspetto decisamente più stabile perché la base del triangolo è rivolta verso il basso; nella figura di destra, al contrario, il vertice rivolto verso il basso suggerisce una situazione di precario equilibrio.
Se si osserva, per esempio, una struttura architettonica, come quella stilizzata dell'esempio seguente, si potrà notare che la forma a sinistra appare poco equilibrata, mentre quella di destra non presenta anomalie visive evidenti.

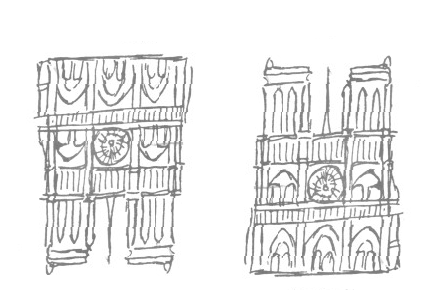
cattedrale

Allo stesso modo possiamo considerare il numero tre, posto a sinistra dell'immagine seguente che presenta una parte inferiore decisamente più marcata, come appaia stabile ed in equilibrio, mentre l'altro numero più a destra si presenta come instabile e sbilanciato.

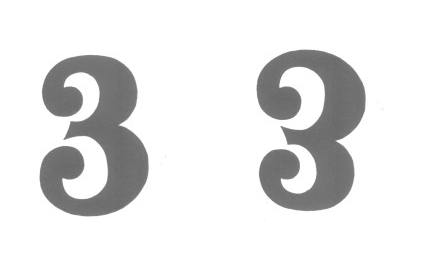
numero 3

Gli esempi grafici messi in evidenza suggeriscono che la comprensione delle immagini, che passa attraverso gli stadi di percezione visiva ed elaborazione, è soggetta a regole psicofisiche che influenzano i soggetti ad assumere significati testuali che si costruiscono, in modo particolare, attraverso la cultura di origine, da consuetudini ed abitudini che assumono significato principalmente locale e circoscritto. La cultura personale è costruita attraverso molteplici ingerenze: socializzazione primaria e secondaria, insegnamenti appresi in contesti formali e non formali, letture, esperienze personali e collettive, ecc. La cultura di una comunità è frutto del contributo di ogni suo membro che influenza gli altri soggetti e ne è a sua volta influenzato. Tuttavia la società odierna è soggetta a interferenze più vaste ed allargate, che hanno origine da fonti che ben poco hanno di locale. I media, i social network permettono il contatto ed il confronto, in tempo reale, anche con soggetti logisticamente lontani, a distanze considerevoli che oltrepassano di gran lunga i confini della comunità tradizionale. Mettere a confronto, oggi, gli aspetti delle culture locali sembra un paradosso, ma in realtà non è così perché, se da un lato emerge prepotentemente il concetto di globalizzazione e di villaggio globale, dall'altro gli studiosi si soffermano a considerare anche il concetto di glocalizzazione come componente nuova e fondamentale per costruire una cultura personale prima e sociale poi.

### Un esempio di comunicazione visiva complessa
Un esempio di comunicazione visiva complessa, resa attraverso la pittura, si può vedere nella Scuola d'Atene di Raffaello: 

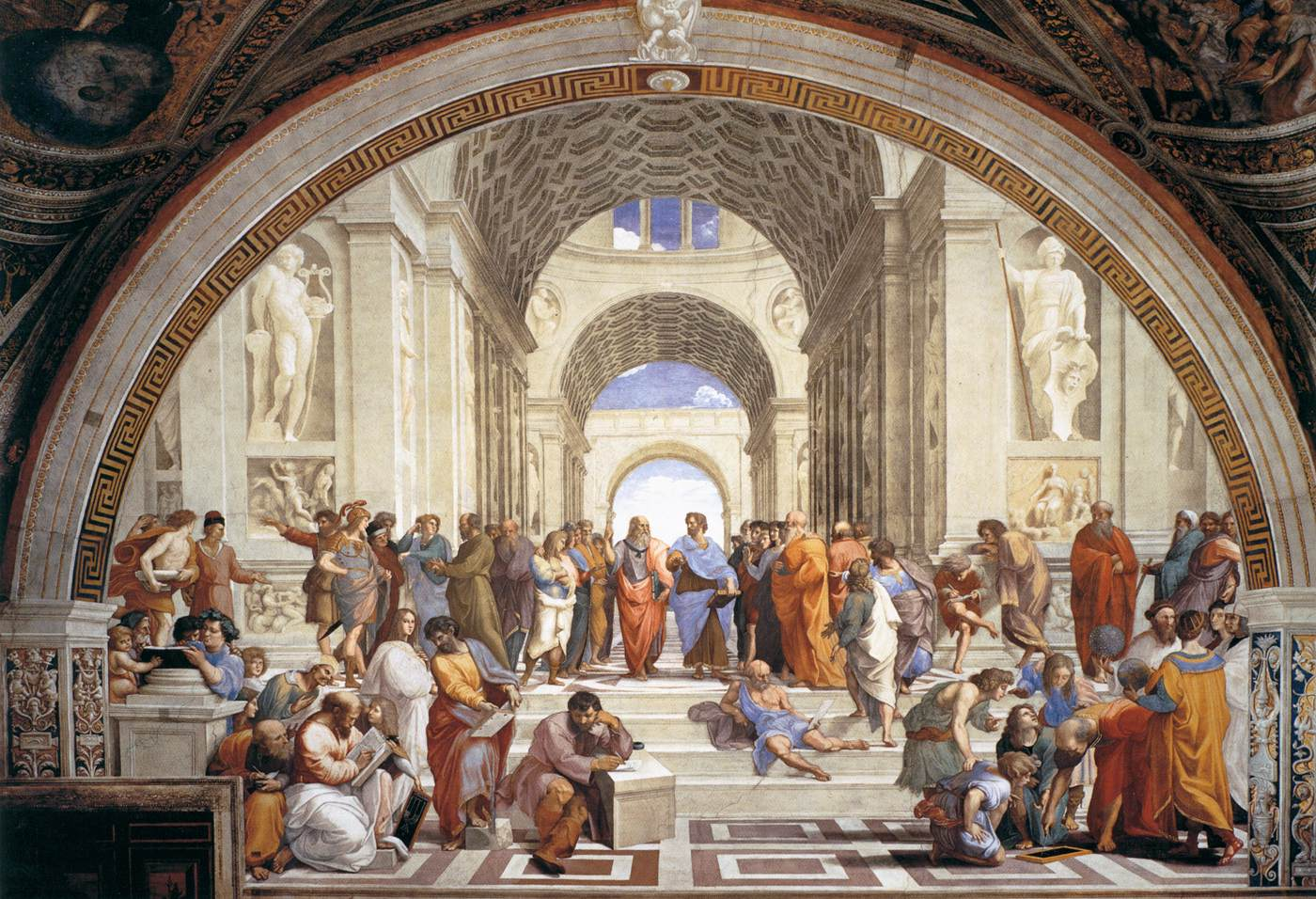
Scuola d'Atene di Raffaello

Il dipinto ci mostra, mentre passeggiano all'interno di una grandiosa architettura rinascimentale, i più celebri filosofi dell'antichità, alcuni dei quali sono facilmente riconoscibili e portano i volti di artisti e intellettuali del Rinascimento: al centro Platone (Leonardo da Vinci), che indica con un dito verso l'alto a fianco di Aristotele (Bastiano da Sangallo), Diogene sdraiato sulle scale, Pitagora in primo piano intento a spiegare su un libro, Eraclito (Michelangelo) appoggiato ad un blocco di marmo, intento a scrivere su un foglio. A destra Euclide (Bramante) insegna geometria agli allievi, Zoroastro (Baldassar Castiglione) con il globo celeste e Tolomeo con quello terrestre, e via dicendo.
Analizzando l'opera dal punto di vista della comunicazione, notiamo come questo testo visivo possa essere interpretato individuandovi:
- L'emittente, cioė l'autore dell'opera, che ė Raffaello Sanzio, un artista del Cinquecento
- Il messaggio è la celebrazione dell'umana sapienza e del dovere dell'uomo di tendere alla conoscenza (al Vero), rappresentata da tutte le tendenze filosofiche e dai saperi scientifici e tecnici. Ciò non era in contrasto con la dottrina cattolica, in quanto nella biblioteca di un Papa (come in quella di ogni intellettuale del Rinascimento), era logico trovare libri o di filosofia, di teologia, di estetica, di diritto canonico, di diritto civile e penale, riconoscendo in questo il valore della ricerca della conoscenza (comune a tutta la filosofia antica) da considerare come anticipatore della teologia cristiana.[10]. Ma questo affresco in realtà è leggibile solo in relazione agli altri dipinti della stanza, che sono stati progettati assieme. Alla definizione del tema generale contribuirono certamente i personaggi del circolo neoplatonico che animava la corte papale e punta ad affermare le categorie del Vero, del Bene e del Bello, oggetto di riflessione da parte di pensatori di tutte le epoche. Il tema dell'intera Stanza della Segnatura è dunque legato all'ordinamento ideale della cultura umanistica, divisa in teologia, filosofia, poesia e giurisprudenza, a ciascuna delle quali è dedicata una parete. La rappresentazione della Scuola d'Atene è dunque complementare al dipinto della Disputa del Sacramento che gli sta a fronte, dove invece si esaltano fede e teologia. I due dipinti rappresentano così la complessità di rapporti tra le due culture (classica e cristiana), vitali nello sviluppo culturale del classicismo del primo Cinquecento.
- Il codice che è la pittura del Rinascimento italiano, con le sue novità nelle forme compositive e nel linguaggio. oltre che nei messaggi veicolati (gli studi sulla prospettiva, sugli edifici a pianta centrale, sulle proporzioni umane, il concetto di antropocentrismo ed il rinnovato valore attribuito alla ragione umana e alla cultura romana e greca).
- Il mezzo è la parete della Stanza della Segnatura, una delle quattro Stanze Vaticane. Oggi si trova nello Stato della Città del Vaticano, visitabile all'interno del percorso dei Musei Vaticani, a Roma.
- I riceventi o destinatari del messaggio erano in origine il Papa e la sua corte, che ne fruivano durante occasioni private, trovandovi esposto il programma culturale e ideologico della corte papale. La disposizione delle Stanze vaticane infatti ha fatto pensare che la stanza fosse originariamente destinata a biblioteca e studiolo privato del pontefice, anche se non vi sono documenti che lo confermino. Ma fin dal 1541 vi si insediò il Tribunale della "Segnatura Gratiae et Iustitiae", che le diede il nome, perciò la fruizione era anche pubblica. Oggi invece i fruitori sono turisti e studiosi da tutto il mondo, e approcciano al testo visivo come ad un'opera d'arte universale.
- Il contesto di produzione del testo visivo è l'Italia delle Signorie, quando i signori delle corti rinascimentali (in questo caso la corte di Giulio II tra il 1508 e il 1513) si contendevano gli artisti più noti. Ma è anche il contesto culturale che circonda questi artisti, che si cimentavano su temi comuni (per esempio gli studi sulla pianta centrale, affrontati da Bramante, Leonardo, Michelangelo...). Ora, naturalmente, il contesto di fruizione è mutato e con esso il nosto punto di vista sul testo stesso: in effetti persino il titolo che conosciamo è posteriore al periodo di esecuzione e non rispecchia le intenzioni dell'autore e della committenza e neppure la conoscenza storiografica della filosofia classica che si aveva all'inizio del XVI secolo.[10] Del resto, per "funzionare", il messaggio deve innanzitutto riferirsi ad un certo contesto di fatti e di idee e deve rispettare un codice che tutti condividano. In alternativa il messaggio viene filtrato, distorto o reso vano, privo di senso.
- La funzione dell'opera era naturalmente informativa (mostrare i maggiori filosofi e scienziati di ogni tempo in una sorta di summa della filosofia), conativa ed esortativa (educare, spingere ad abbracciare il programma ideologico e culturale di Giulio II). Ma è presente anche la funzione estetica o poetica, che avviene quando l'attenzione del mittente è concentrata verso l'organizzazione formale del testo visivo. Quest'ultima è certamente ravvisabile nell'opera di Raffaello: egli si preoccupa di aspetti formali quali la composizione e la prospettiva, ma anche inserisce delle citazioni dal Soffitto della Cappella Sistina di Michelangelo (un presunto ritratto dello scultore stesso, delle pose "in contrapposto" di alcuni personaggi), ed ai progetti di Bramante per il rinnovamento della basilica paleocristiana di S. Pietro (nell'architettura dipinta), quindi allo straordinario ambiente artistico e culturale che in quel momento era la corte di Giulio II. In questo senso, per il fatto che insieme al messaggio vengono espresse e descritte le "regole grammaticali e sintattiche" del linguaggio rinascimentale, è possibile individuare anche la funzione metalinguistica. L'insieme di questi aspetti caratterizza il suo stile e l'artista è talmente consapevole del valore della funzione estetica, che tra i vari personaggi dell'affresco inserisce se stesso, come per ribadire la nuova, orgogliosa autoaffermazione di dignità intellettuale dell'artista moderno.[11]

## Storia

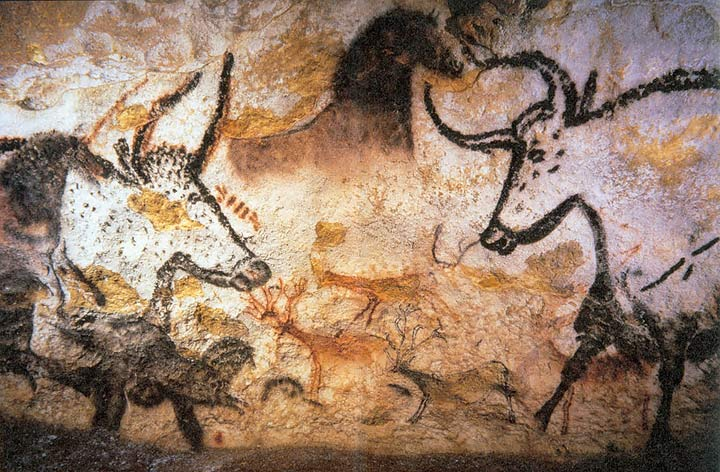
Pittura del Paleolitico

L'inizio della comunicazione visiva risale al Paleolitico, in cui ci sono le prime apparizioni, non legate ad una funzione pratica, ma alla comunicazione attraverso immagini. Infatti quando lo sciamano dipingeva animali sulle pareti delle caverne, assicurava una buona caccia per il giorno seguente. Questi dipinti rupestri si potevano già chiamare comunicazione visiva, perché avevano comunque un significato, contenevano un bagaglio di riflessioni, emozioni, percezioni che in alcuni casi -se giunte intatte fino a noi-, ci permettono di comprendere il modo di pensare di un'intera epoca.
Molto spesso nell'osservare delle immagini si tratta di decifrare dei simboli, che convertivano rapidamente un'idea o un concetto anche complesso in un segno. Utilizzavano dunque un linguaggio universale ed oggettivo, certamente la più antica forma di comunicazione visiva. Tuttavia non sempre il linguaggio utilizzato ha un'interpretazione univoca: nel caso del segno del cuore, sede ai giorni nostri di sentimenti ed emozioni e simbolo d'amore (con le varianti del cuore che simboleggia un'unione e del cuore spezzato nella situazione opposta), presso gli egizi assume il significato di sede dell'anima, che andava pesato a confronto con una piuma (simbolo della dea Maat, dea della Verità e della giustizia) nella pratica della psicostasia per valutare se il defunto aveva condotto una retta vita terrena. Presso i cattolici può per esempio invece simbolizzare Maria stessa, oppure Cristo.

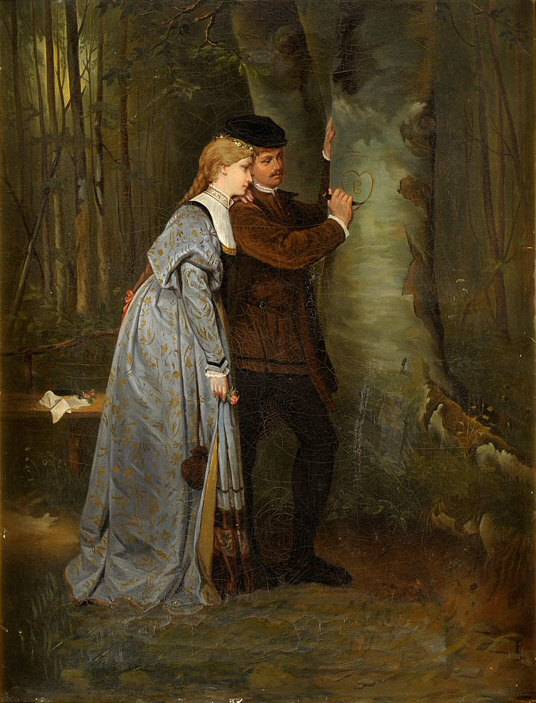
Una coppia di fidanzati incide il simbolo di un cuore sulla corteccia di un albero.
Milton Glaser usa proprio questo significato consolidato per comunicare in maniera sintetica l'amore per la città di New York
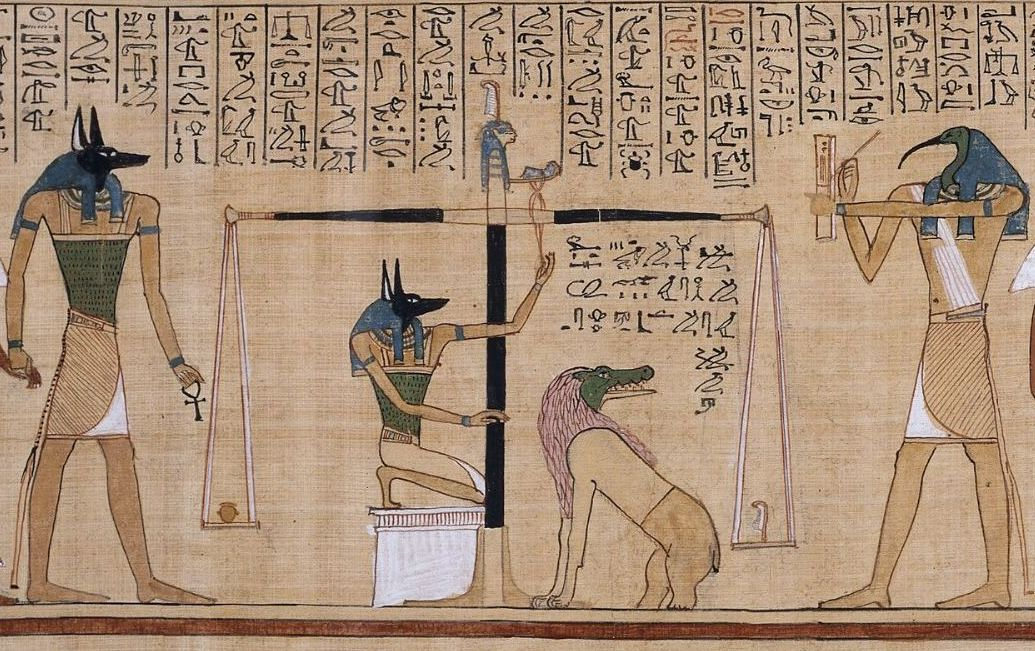
La cerimonia della pesatura del cuore nel Libro dei Morti
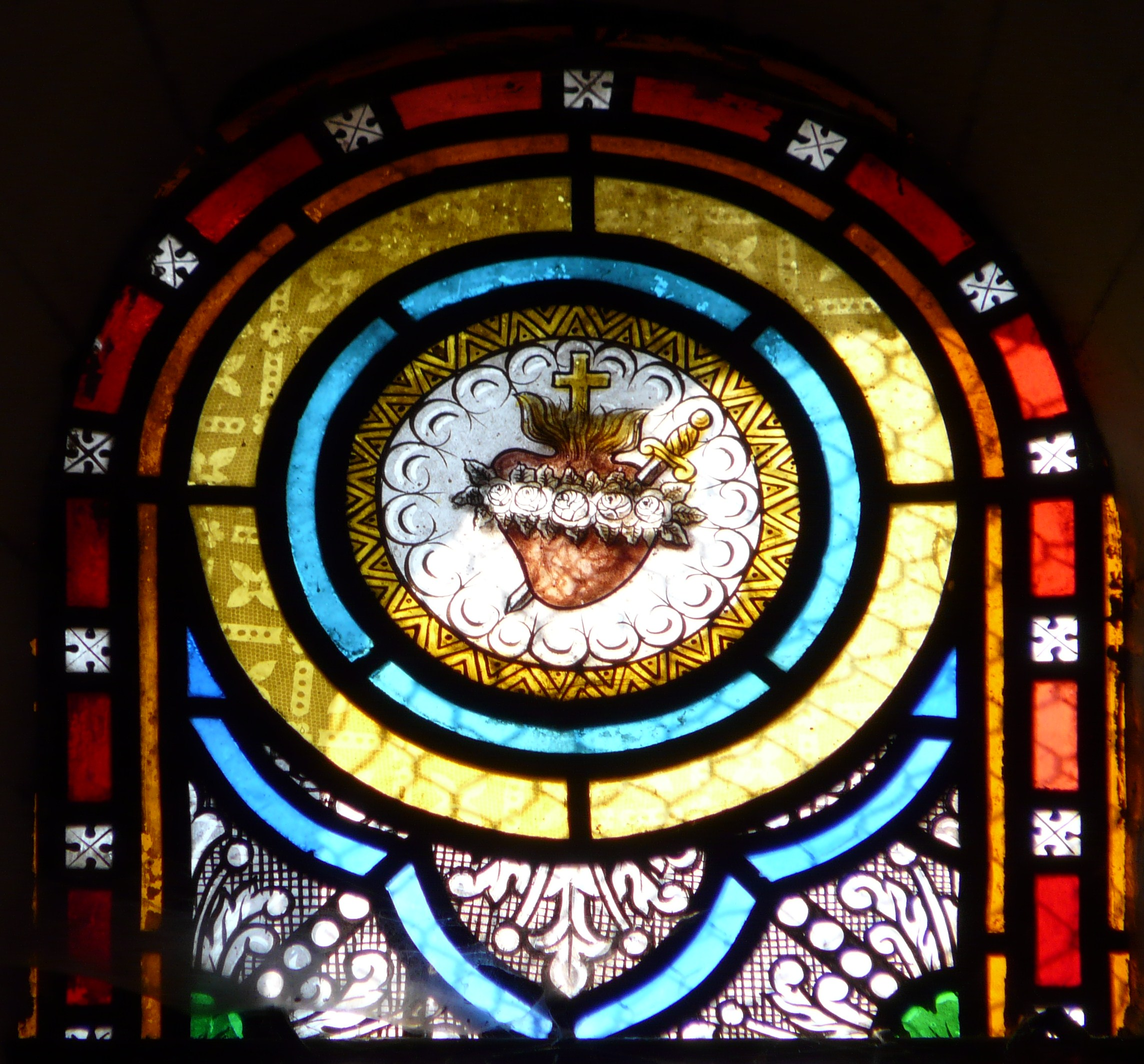
Il cuore trafitto di Maria porta una corona di fiori ed è attraversato da un pugnale

La storia ci fornisce molti esempi di simbolismo, utilizzato per fornire informazioni, raccontare
storie e rappresentare la realtà. Naturalmente ogni cultura produce simboli propri, e solo in alcuni casi (soprattutto recenti, data l'attuale grande possibilità di diffondere le immagini) si tratta di simboli con valore universale. Il medium è infatti, secondo il cognitivismo segno/simbolo e insieme sistema simbolico/linguaggio. In effetti, anche a causa delle differenze culturali potrebbero esserci degli ostacoli alla percezione del messaggio contenuto nell'immagine, limitando la sua efficacia o falsando ed ostacolando la comunicazione.
Un esempio di comunicazione fuoriviante potrebbe essere il cartello con il divieto di fumare trovato all'interno di una carrozza di un treno, in Spagna. anziché il più diffuso segnale di divieto che mostra una sigaretta accesa attraversata da una barra rossa, qui ci sono una sigaretta ed una pipa. La domanda che il ricevente potrebbe farsi è: "Non si possono fumare sigarette o accendere la pipa, ma si potrà accendere un sigaro?". Il solo "segno" della sigaretta sarebbe stato, infatti, compreso come "è proibita l'azione del fumare". In questo caso la "frase" che si può inferire è invece: "è proibito fumare sigarette e usare la pipa". In questo caso, l'aggiunta di un segno (quello della pipa) genera incertezza nella comunicazione, compromettendo la sua efficacia. Naturalmente una conoscenza più approfondita dei comportamenti sociali a proposito del fumo in luoghi pubblici in Spagna avrebbe aiutato il ricevente.

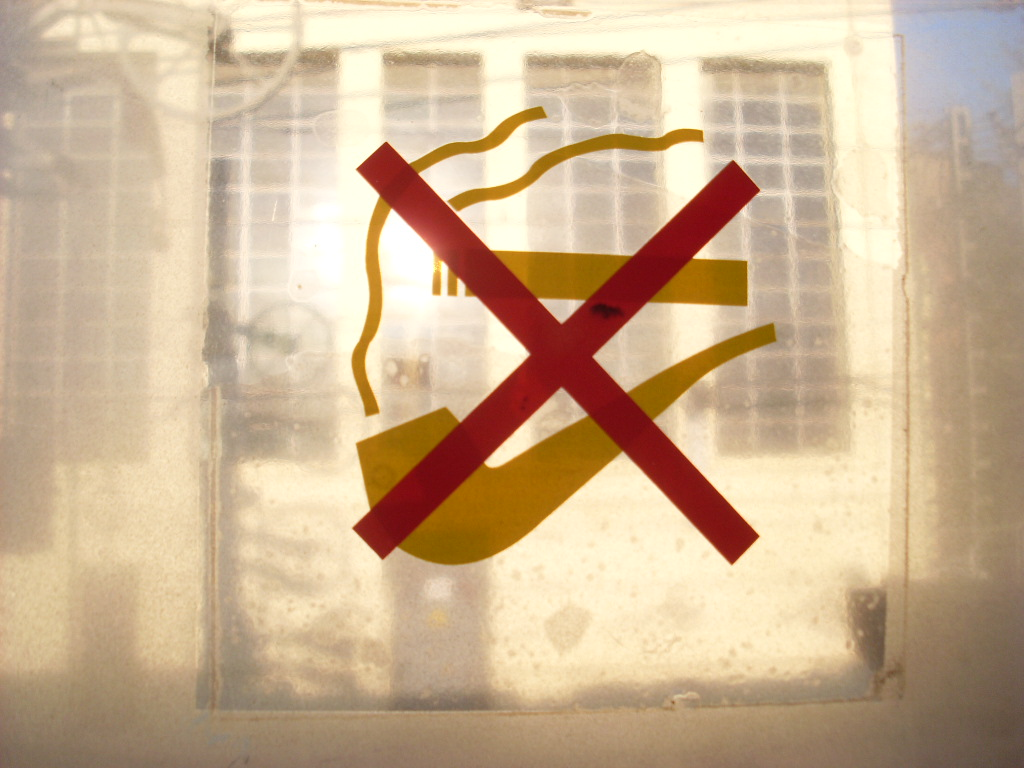
Proibito fumare..sigaretta o pipa?
Proibito fumare

Nella società moderna il ricorso ai simboli sembra preponderante rispetto alla produzione meramente estetica: con i simboli si cerca di trasmettere non solo rappresentazioni di oggetti, ma
soprattutto relazioni concettuali. È il caso dei cartelli stradali, gli avvisi, i loghi aziendali, le icone sul desktop...
La vita quotidiana oggi si presenta in effetti come un complesso sistema di comunicazioni più o meno integrate: dalla segnaletica di servizio ai vari tipi di informazione sociale e commerciale, che siano transitorie come le affiches oppure permanenti come le insegne, fino ad arrivare alle vere e proprie "architetture pubblicitarie" dei supermercati e dei centri commerciali.
La comunicazione visiva odierna è in gran parte costituita dai mezzi di comunicazione di massa, che si differenziano dai canali di cui si era avvalsa per secoli la comunicazione sociale per l'uso dei mezzi, per le tecniche (di marketing) e per i processi di produzione di tipo industriale. Ma si differenzia anche perché i messaggi veicolati dalla pubblicità sono generalmente destinati ad una massa indifferenziata di individui, senza alcuna distinzione di cultura o di contesto sociale.

## Comunicazione visiva e vita pratica

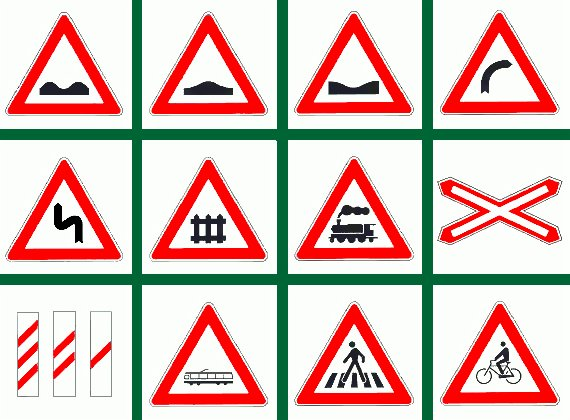
Segnali stradali

Nella vita di tutti i giorni ci troviamo a confronto con innumerevoli esempi di comunicazione visiva. Pensiamo, per esempio, alla segnaletica stradale orizzontale e verticale, oppure ai cartelli indicatori presenti nei luoghi di grandi ritrovi come gli ospedali e gli aeroporti.
Non solo lungo le strade ma anche all'interno dei complessi industriali esiste una intensa rappresentazione di questa forma comunicativa; il Testo unico in materia di salute e sicurezza nei luoghi di lavoro, per esempio, obbliga, a titolo preventivo, all'uso dei cartelli indicatori che rappresentino i potenziali pericoli esistenti all'interno dei luoghi di lavoro, nei cantieri mobili e/o temporanei.
Nella progettazione e realizzazione della cartellonistica è fondamentale prevederne l'efficacia comunicativa.
Considerando la cartellonistica stradale presente in Europa, il confronto tra segnali con medesimo significato presenta similitudini molto marcate e caratteristiche grafiche che consentono la comprensione del testo visivo a qualunque cittadino si trovi a transitare su strade europee. Solo l'Irlanda presenta forme e colori molto differenti da quanto usato negli altri paesi. In questo caso è necessario che l'automobilista sia formato per evitare di incorrere in incidenti e/o sanzioni.
Per continuare il nostro esercizio cognitivo di confronto tra diverse manifestazioni visive reali, legate alla vita di tutti i giorni e pervenire ad una conclusione, seppur non definitiva, è opportuno confrontare la cartellonistica stradale presente in Europa, con altra utilizzata in diversi contesti continentali. È opportuno, in ogni caso, verificare, attraverso la storia dei paesi considerati, le origini e le influenze culturali che possono aver contribuito alla costruzione degli oggetti visivi così come oggi si presentano. Non va dimenticato, inoltre, che convenzioni internazionali, favorite anche dalle pressioni economiche di mercato, possono a loro volta aver influenzato la cultura indigena.